# Faustine (poemat)
Faustine – poemat angielskiego poety Algernona Charlesa Swinburne’a,  opublikowany w tomiku Poems and Ballads z 1866. Utwór składa się ze strof czterowersowych i jest oparty na monorymie. Został poprzedzony łacińskim zwrotem Ave Faustina Imperatrix, morituri te salutant.
Lean back, and get some minutes' peace;
Let your head lean
Back to the shoulder with its fleece
Of locks, Faustine.
The shapely silver shoulder stoops,
Weighed over clean
With state of splendid hair that droops
Each side, Faustine.
Let me go over your good gifts
That crown you queen;
A queen whose kingdom ebbs and shifts
Each week, Faustine.
Wiersz zawiera wiele przykładów aliteracji, będącej ulubionym i bardzo często stosowanym przez poetę środkiem stylistycznym: Stray breaths of Sapphic song that blew; What adders came to shed their coats?/What coiled obscene/Small serpents with soft stretching throats/Caressed Faustine?. 
Być może, omawiany utwór był napisany z myślą o aktorce Adzie Isaacs Menken.